# Универзитет у Лајдену
Универзитет у Лајдену (хол. Universiteit Leiden, LEI) је престижни јавни истраживачки универзитет у холандском граду Лајдену. Универзитет у Лајдену најстарији је универзитет у држави, а основан је давне 1575. године у време Холандске револуције. Холандска краљевска династија Орање-Насау има блиске везе са универзитетом јер су Јулијана од Холандије, Беатрикс од Холандије и Вилем-Александер од Холандије студирали на овој институцији. Такође, и многи познати политичари су били чланови овог универзитета међу којима су Џон Квинси Адамс и Марк Руте.
Универзитет у Лајдену се константно сврстава међу најбоље универзитете на свету према истакнутим међународним табелама за рангирање, стављајући се у првих 50 широм света у тринаест области студија на QS светској ранг листи универзитета 2020: класици и античка историја, политика, археологија, антропологија, историја, фармакологија, право, јавна политика, јавна управа, веронаука, уметност и хуманистичке науке, лингвистика, савремени језици и социологија. Према ShanghaiRanking за 2022. је рангиран на 3. месту у свету у јавној управи, на 12. месту у медицинској технологији, 22. у фармацији и фармацеутским наукама, 40. месту у политичким наукама и 49. месту у области библиотекарства и информационих наука.

## Историја

### Оснивање и рана историја
Године 1575, Холандска република у настајању није имала ниједан универзитет у свом северном делу. Једини други универзитет у Хабзбуршкој Холандији био је Универзитет у Левену у јужном Левену, чврсто под шпанском контролом. Научна ренесанса је почела да истиче важност академских студија, те је принц Вилијам основао први холандски универзитет у Лајдену, да би Северној Холандији дао институцију која би могла да образује своје грађане у верске сврхе, али и да би земљи и њеној влади дао образоване људи у другим областима. Речено је да је избор пао на Лајден као награда за херојску одбрану Лајдена од шпанских напада у претходној години (погледајте опсаду Лајдена и Лајденс Онцет). Иронично, име Филипа II од Шпаније, Вилијамовог противника, појављује се на званичном сертификату о оснивању, пошто је он још увек био де јуре гроф Холандије. Филип II је одговорио тако што је забранио било који предмет да се изучава у Лајдену. Првобитно смештен у самостану Свете Барбаре, универзитет се преселио у цркву Фалиде Багијн 1577. године (тамо се сада налази универзитетски музеј), а 1581. у манастир Белих монахиња, место које и даље заузима, иако је првобитна зграда уништена је у пожару 1616. године.
Присуство научника као што су Јустус Липсиус, Јосиф Скалигер, Францискус Гомарус, Хуго Гроције, Јакобус Арминиус, Даниел Хјансиус и Герхард Јохан Восиус, у периоду од пола века од датума његовог оснивања, брзо је учинило универзитет у Лајдену високо цењеном институцијом која је привлачила студенте из целе Европе у 17. веку, са више од 500 студената уписаних 1640-их, што га чини највећим универзитетом у протестантском свету.. Познати филозоф Барух Спиноза је током овог периода био у близини Лајдена и сарађивао је са бројним научницима на универзитету. Учење и репутација Јакобуса Гроновијуса, Хермана Боерхева, Тиберија Хемстерхуиса и Давида Рункена, између осталих, омогућили су Лајдену да задржи своју репутацију изврсности до краја 18. века.
Крајем деветнаестог века, Универзитет у Лајдену је поново постао један од водећих универзитета у Европи. Године 1896, Земанов ефекат је тамо открио Питер Земан и убрзо након тога је дато класично објашњење од стране Хендрика Антона Лоренца. У првој светској универзитетској лабораторији за ниске температуре, професор Хејке Камерлинг Онес постигао је температуру од само један степен изнад апсолутне нуле од -273 степена Целзијуса. Године 1908, он је такође био први који је успео да утечнио хелијум и може му се приписати откриће суперпроводности у металима.

## Рангирање и репутација

### Значајни алумни и професори
Добитници Стевинове награде који су постигли изузетан успех у области размене знања и утицаја на друштво су следећи професори из Лајдена: здравствени психолог Андреа Еверс, имунолошки технолог Тон Шумахер и психолог Џуди Месман. Међу осталим водећим професорима су Вим Блокманс, професор средњовековне историје, и Вилем Аделар, професор америчких језика.

## Галерија
- William the Silent, founder of the university, in the 16th century.
- The academy building of Leiden University in 1614.
- Leiden anatomical theatre